# Supermarine B.12/36
Supermarine B.12/36 là một mẫu thử máy bay ném bom hạng nặng 4 động cơ của Anh, nhưng đã bị phá hủy trong các cuộc ném bom của quân Đức trong Chiến tranh thế giới thứ hai.